# Giuseppe Armellini
Giuseppe Armellini (Roma, 24 ottobre 1887 – Roma, 16 luglio 1958) è stato un astronomo italiano.

## Biografia
Giuseppe Armellini, laureato in ingegneria (1910) e matematica (1912) presso l'Università di Roma si dedicò fin dalla sua prima tesi di laurea allo studio della Meccanica celeste, a cui apportò importanti contributi. Dopo aver maturato brevi esperienze presso gli osservatori di Parigi e Meudon, nel 1915, vinse la cattedra di meccanica razionale presso il politecnico di Torino; passò poi all'insegnamento di astronomia e meccanica celeste a Pisa (1920) e infine venne incaricato della cattedra di astronomia a Roma (1922) dove gli fu anche assegnata la direzione dell'Osservatorio astronomico di Roma. Questo osservatorio si trasferì, sotto la sua direzione, dall'antica sede sul Campidoglio alla nuova sul Monte Mario dove collaborò con la sua futura moglie Gabriella Conti. Morì per collasso cardiaco ricollegabile all'incendio che aveva devastato l'Osservatorio nei giorni immediatamente precedenti. 
È stato sepolto nella chiesa di San Michele Arcangelo a Boville Ernica. Alla direzione dell'Osservatorio Astronomico di Monte Mario gli successe il suo collaboratore Massimo Cimino.
Anche come matematico Armellini ottenne risultati interessanti nella teoria dei numeri e, soprattutto nello studio delle equazioni differenziali. Fu anche autore di molti testi universitari e divulgativi. Divenne membro di diverse accademie, tra cui quelle dei Lincei e della Pontificia accademia delle scienze e fu un collaboratore dell'Enciclopedia Treccani.
Armellini è in particolare ricordato per la sua legge empirica sulle distanze planetarie.
Il 28 febbraio 1940 divenne socio dell'Accademia delle scienze di Torino.

## Riconoscimenti
Nel 1919 gli venne assegnata la Medaglia dei XL per la Matematica.
Nel 1920 ricevette il Premio reale per l'Astronomia.
Gli sono stati dedicati:
- un asteroide, 6855 Armellini[7].
- un Istituto tecnico a Roma[8].
- una strada a Roma.
- una strada a Boville Ernica
- una scuola secondaria a Boville Ernica
- una web radio

## Opere
- Trattato di astronomia siderale (1936 - Zanichelli)
- I fondamenti scientifici dell'astronomia (1947 - Hoepli)
- I fondamenti scientifici dell'astrofisica (1951 - Hoepli])
- Corso di meccanica razionale (1921 - La Litotipo, Padova)